# منتخب النرويج تحت 18 سنة لكرة القدم
منتخب النرويج تحت 18 سنة لكرة القدم (بالنرويجية: Norges G18-landslag i fotball)‏ هو ممثل النرويج الرسمي في المنافسات الدولية في كرة القدم في فئة كرة قدم تحت 18 سنة للرجال، يديريه اتحاد النرويج لكرة القدم.

## وصلات خارجية
- الموقع الرسمي